# Agrostis caespitosa
Agrostis caespitosa é uma espécie de gramínea do gênero Agrostis, pertencente à família Poaceae.